# Bordo di grano

Rappresentazione di un bordo di grano tra due cristalliti.

Rappresentazione della struttura di un materiale policristallino (i bordi di grano sono evidenziati in giallo).

In cristallografia, con il termine bordo di grano si indica l'interfaccia tra due grani (anche detti "cristalliti") di un materiale policristallino. I bordi di grano sono difetti cristallini principalmente di metalli. Trattandosi di difetti cristallini, all'aumentare dei bordi di grano diminuisce la conduttività termica e la conduttività elettrica del materiale.
È l'interfaccia tra due cristalli diversi e solo nel raro caso i due cristalli siano perfettamente allineati allora il bordo non c'è. 
I bordi di grano hanno 5 gradi di libertà: 3 rotazionali e 2 traslazionali. 
In corrispondenza dei bordi di grano si ha un'elevata energia interfacciale e forze di legame minori rispetto ai cristalliti, per cui nei bordi di grano è facilitata la corrosione e la precipitazione di nuove fasi a partire dal solido circostante. I bordi di grano sono inoltre direttamente coinvolti nel meccanismo dello scorrimento viscoso.
I bordi di grano ostacolano il propagarsi delle dislocazioni attraverso il materiale, per cui materiali con cristalliti di dimensioni minori presentano caratteristiche meccaniche migliori; ad esempio secondo la legge di Hall-Petch la resistenza allo snervamento aumenta con l'inverso della radice quadrata della dimensione del grano:
{\displaystyle \sigma _{s}=\sigma _{0}+{\frac {k_{y}}{\sqrt {d}}}}
essendo:
- {\displaystyle \sigma _{s}}: tensione di snervamento;
- {\displaystyle \sigma _{0}} e ky: costanti sperimentali che dipendono dal materiale;
- d: dimensione del grano.